# Tågång
För djur som går på tå, se tågångare
Tågång innebär att gå utan att sätta ner hälen i marken, varvid endast framdelen av foten når underlaget. Hos små barn som lär sig gå är det vanligt att gå på tå, och att fortsätta göra det därefter kan vara en vanesak. Tågång kan emellertid också vara ett symtom på sjukdomar som cerebral pares, muskeldystrofi, eller andra nerv- eller muskelsjukdomar, kort hälsena eller autism.
Vanemässig tågång utan bakomliggande sjukdom kallas idiopatisk tågång. Barn med idiopatisk tågång går ofta mycket högt på tårna, och kan uppfatta det som att de rör sig snabbare på det sättet och att balansen är bättre. Om tågången är vanemässig kan barnet sätta ner hälarna på golvet om den vill. När tågång däremot beror på kort hälsena, kan barnet utveckla rörelser som kompenserar för detta, såsom att svanka, och barnet kan bli plattfot och få snedställda tår.
Tågång hos barn kan också bero på autism, och ses då tillsammans med andra symtom på detta. De flesta barn som går på tå har inte autism, och bara ungefär 40% av dem med autism har varit tågångare (dock förekommer så skilda uppskattningar som mellan 20 och 63%). Medan idiopatisk tågång som regel upphör innan tre års ålder, fortsätter barn med autism att gå på tå. Till skillnad från barn med kort hälsena kan autister sträcka ut hälsenan. I förevarande fall tycks tågång bero på neurologisk omognad och på problem med balansorganet. Andra neurologiska störningar som kan yttra sig i tågång är utvecklingsstörning, språkstörning och annan neuropsykiatrisk störning.
Vid muskeldystrofier som exempelvis Duchennes muskeldystrofi börjar barnet gå normalt med hälarna i underlaget innan tågången utvecklas med sjukdomens fortskridande.